# Microlipophrys velifer
Microlipophrys velifer — вид морських собачок, поширений у східній Атлантиці вздовж берегів західної Африки від Сенегалу і Кабо-Верде до ріки Кунене в Анголі. Морська тропічна демерсальна риба, сягає максимальної довжини 5,8 см.